# Greasewood (Arizona)
Greasewood es un lugar designado por el censo ubicado en el condado de Navajo en el estado estadounidense de Arizona. En el Censo de 2010 tenía una población de 547 habitantes y una densidad poblacional de 39,48 personas por km².

## Geografía
Greasewood se encuentra ubicado en las coordenadas 35°31′43″N 109°51′39″O / 35.52861, -109.86083. Según la Oficina del Censo de los Estados Unidos, Greasewood tiene una superficie total de 13.85 km², de la cual 13.84 km² corresponden a tierra firme y (0.09%) 0.01 km² es agua.

## Demografía
Según el censo de 2010, había 547 personas residiendo en Greasewood. La densidad de población era de 39,48 hab./km². De los 547 habitantes, Greasewood estaba compuesto por el 1.65% blancos, el 0.73% eran afroamericanos, el 95.06% eran amerindios, el 0% eran asiáticos, el 0% eran isleños del Pacífico, el 0.18% eran de otras razas y el 2.38% pertenecían a dos o más razas. Del total de la población el 2.01% eran hispanos o latinos de cualquier raza.